# معركة بابل (636)
معركة بابل معركة بين جيش المسلمين وجيش الأمبراطورية الفارسية وقعت في 636 م وهي إحدى معارك الفتح الإسلامي لبلاد فارس وانتهت بانتصار المسلمين.

## الوضع قبل المعركة
بعد الانتصار الحاسم في معركة القادسية، أمر الخليفة عمر بن الخطاب الجيش العربي بالتوجه نحو المدائن. تقدّم زهرة بن الحوية التميمي جيش المسلمين وتوجه نحو النجف و بعدها تجاوز نهر الفرات بانتطار بقية القوات وخاض معركة بورسيبا التي انتصر فيها. في تلك الأثناء أراد الجيش الفارسي أن يعرقل تقدّم القوات نحو منطقة السواد و الوصول بعدها إلى المدائن.

## الالتحام
في منتصف كانون الأول 636 م، تواجه الجيشان في بابل وتمكن المسلمون من الانتصار ليضطر الفرس إلى الانسحاب، حيث توجه الهرمزان إلى الأهواز، بينما بقية القوات توجهت شمالاً.

## بعد المعركة
تصالح أهل بابل مع العرب على دفع الجزية. وقام بعدها أهل المنطقة بمساعدة العرب في بناء الجسور والتقدم نحو المدائن التي أصبحت الهدف التالي لجيش المسلمين.